# Эрол, Якуб
Якуб Эрол (30 ноября 1941, Замостье — 8 февраля 2018, Варшава) — польский плакатист турецкого происхождения, автор плакатов, считающийся одним из членов Польской школы плакатов.

## Биография
Родился в семье Мехмета Нури Фазли Оглу (1916—1992), пекаря по профессии, турка, проживающего в Польше с 1934 года, и Цецилии Шишковской, имел двоих братьев: Феридуна (1938-2024) и Энвера (1943 года рождения). С 1950 года жил в Лодзи, где его отец владел кондитерской.
Учился у Генриха Томашевского в Академии изящных искусств в Варшаве. Дипломную диссертацию защитил в 1968 году. Затем сотрудничал с Национальным издательским агентством и Штабом кинопроката (обычно называемым «Польский фильм»), для чего подготовил несколько сотен киноплакатов к польским и зарубежным фильмам.
Являлся лауреатом Национальной биеннале графики (1973, 1985) и Международной биеннале плаката (1986).
Похоронен на римско-католической части Старого кладбища в Лодзи.